# Semič
Semič este o localitate din comuna Semič, Slovenia, cu o populație de 1.905 locuitori.